# Tiara
Tiara er en slags krone. Båret af både kvinder og mænd, dog i forskellige udgaver. Traditionelt henviser ordet tiara til en høj cylinderformet krone, rigt ornamenteret og ofte med en indsnæving i toppen, lavet af stof eller læder.

## Pavekrone
Pavekronen symboliserede tidligere pavens magt, også som verdslig fyrste. Bispehuen (Mitraen) har erstattet den tidligere tredobbelte pavekrone. 
Den sidste pave, der bar Tiara-kronen ved sin indsættelse, var pave Paul VI, men umiddelbart derefter blev den solgt på auktion og pengene givet til velgørende formål.[kilde mangler]

## Billedgalleri
- Charlotte af Preussen, senere russisk kejserinde.
- Dronning Alexandra, med sin datter prinsesse Louise (yderst til venstre) og moder dronning Louise.
- Deltagere i en skønhedskonkurrence.